# Phillip Noyce
Pour les articles homonymes, voir Noyce.
Phillip Noyce est un réalisateur australien, né le 29 avril 1950 à Griffith (Australie).

## Biographie
Il réalise son premier court-métrage à 17 ans et remporte des prix pour son documentaire de 50 min, Castor and Pollux. Il se fait remarquer avec le thriller Calme blanc en 1989, où il dirige Nicole Kidman, Sam Neill et Billy Zane. Il fit de très grand succès commerciaux à Hollywood, avec des films comme Jeux de guerre (1992) et Danger immédiat (1994) avec Harrison Ford. Il a réalisé notamment le sulfureux thriller Sliver (1993) avec Sharon Stone. En 1999, il réalise le film Bone Collector avec Angelina Jolie et Denzel Washington.
En 2002, Phillip Noyce retourne dans son Australie natale pour un projet plus personnel : Le Chemin de la liberté, qui relate l'histoire vraie de trois jeunes filles aborigènes enlevées à leur mère. Ses projets l'amènent ensuite à voyager au Vietnam où il tourne une nouvelle version d'Un Américain bien tranquille (2003) et en Afrique du Sud où il réalise Au nom de la liberté (2006), un drame autour de l'Apartheid inspiré d'une histoire vraie. En 2010, il opte pour un registre plus explosif en réalisant Salt, un film d'action et d'espionnage pour lequel il retrouve Angelina Jolie.
S'impliquant dans les années suivantes dans sa carrière de producteur, il finance les séries Revenge et Crisis, dont il dirige également les pilotes, avant de revenir sur le grand écran avec son premier film de science-fiction, The Giver, qui sort en 2014. Adapté d'un roman, le long métrage surfe sur la mode des dystopies de SF visant un public adolescent. On retrouve donc un casting assez jeune, composé entre autres de Brenton Thwaites et Taylor Swift, mais aussi des acteurs nettement plus confirmés tels Jeff Bridges et Meryl Streep.

## Filmographie

### Réalisateur

#### Cinéma

##### Courts-métrages
- 1969 : Better to Reign in Hell
- 1971 : Intersection
- 1971 : Memories
- 1971 : Sun
- 1971 : Camera Class
- 1971 : Good Afternoon
- 1971 : Home
- 1973 : That's Showbiz
- 1973 : Castor and Pollux
- 1973 : Caravan Park
- 1975 : Finks Makes Movies
- 1976 : God Knows Why, But It Works
- 1977 : Disco
- 1978 : Tapak Dewata Java
- 1979 : Sue and Mario: The Italian Australians
- 1979 : Bali: Island of the Gods

##### Longs-métrages
- 1977 : Backroads (en)
- 1978 : Newsfront
- 1982 : Heatwave (en)
- 1987 : Echoes of Paradise (en)
- 1989 : Calme blanc (Dead Calm)
- 1989 : Vengeance aveugle (Blind Fury)
- 1992 : Jeux de guerre (Patriot Games)
- 1993 : Sliver
- 1994 : Danger immédiat (Clear and Present Danger)
- 1997 : Le Saint (The Saint)
- 1999 : Bone Collector (The Bone Collector)
- 2002 : Le Chemin de la liberté (Rabbit-Proof Fence)
- 2002 : Un Américain bien tranquille (The Quiet American)
- 2004 : Welcome to São Paulo (Bem-Vindo a São Paulo) (film documentaire, segment Marca Zero)
- 2006 : Au nom de la liberté (Catch a Fire)
- 2010 : Salt
- 2014 : The Giver
- 2019 : Above Suspicion
- 2021 : The Desperate Hour
- 2023 : Fast Charlie

#### Télévision
- 1980 : Fact and Fiction (téléfilm)
- 1980 : Three Vietnamese Stories (téléfilm)
- 1983 : The Dismissal (mini-série), épisode 1
- 1984-1991 : The Cowra Breakout (mini-série)
- 1985-1989 : Le Voyageur (The Hitchhiker) (série télévisée), saison 3, épisodes 1, 5, 9, 12 / saison 5, épisode 1
- 1992 : Le Bar de l'angoisse (Nightmare Cafe) (série télévisée), épisode 1 Pilote
- 2002 : Patriot Games: Up Close (téléfilm)
- 2003 : Tru Calling : compte à rebours (Tru Calling) (série télévisée), épisode 1 Nightmare Cafe
- 2006-2007 : Brotherhood (série télévisée), saison 1, épisode 1 Mark 8:36, saison 2, épisode One Too Many Mornings 3:4-8
- 2011 : Revenge (série télévisée), épisodes 1 Pilote et 2 Trust
- 2012 : Luck (téléfilm), épisode 4 Ace Meets with a Colleague
- 2012 : Americana (téléfilm)
- 2013 : Mary & Martha : Deux mères courage (Mary and Martha) (téléfilm)
- 2014 : Crisis (série télévisée), épisode 1 Pilote
- 2015 : Warrior (téléfilm)
- 2016 : Racines (Roots) (mini-série), épisode 1
- 2018 : Le Résident (The Resident) (série télévisée), épisodes 1 Pilote et 2 Independence Day
- 2018 : Gone Baby Gone (téléfilm)
- 2019 : What/If (mini-série), épisodes 1 Pilote et 2 What Now

### Acteur
- 1971 : Homesdale de Peter Weir : Neville